# Alhambra (James Senese)
Alhambra è il secondo album da solista del sassofonista italiano James Senese, pubblicato dalla casa discografica EMI Italiana nel 1988.

## Tracce

### LP
Lato A
1. Love Supreme – 4:46 (testo: Franco Del Prete – musica: James Senese)
2. Rosa Maria – 5:30 (testo: Franco Del Prete – musica: James Senese)
3. Sciaccò – 4:14 (testo: Franco Del Prete – musica: James Senese)
4. Alhambra (Memento per Gil Evans) (Strumentale) – 5:06 (musica: James Senese)

Lato B
1. Hiwinnet (Love Supreme) – 5:15 (testo: Franco Del Prete; rielaborazione e traduzione in tigrino di Woky Abe – musica: James Senese)
2. Dolce malinconia – 4:10 (testo: Franco Del Prete – musica: James Senese)
3. Anema nera – 4:27 (testo: Franco Del Prete – musica: James Senese)
4. Tambòo – 4:38 (James Senese)

## Musicisti
- James Senese – voce solista, sassofono tenore, sassofono soprano
- Gil Evans – pianoforte elettrico, arrangiamenti (contributo) (brani: "Alhambra" e "Dolce malinconia")
- Joe Amoruso – pianoforte acustico, Roland JX 10, Roland D-50 e Expander Oberheim
- Willy N'For – basso elettrico
- Rino Zurzolo – basso acustico (brano: "Rosa Maria")
- Franco Giacoia – chitarra elettrica, chitarra acustica
- Ernesto Vitolo – pianoforte acustico, sintetizzatore Expander Oberheim (brani: "Love Supreme", "Alhambra" e "Dolce malinconia")
- Andrée Tia – batteria
- Tullio De Piscopo – batteria (brano: "Rosa Maria")
- Carlo Avitabile – batteria (brano: "Love Supreme")
- Rob Vuono Junior – tromba
- Gary Alston, Karen Moore e Sonia Gardner – cori di sottofondo
- Anita Vescuso – canto flamenco (brano: "Rosa Maria")
- Woky Abe – canto tigrino (brano: "Hiwinnet (Love Supreme)")

Note aggiuntive
- Willy David – produttore
- James Senese e Gigi De Rienzo – arrangiamenti
- Registrazioni effettuate al "Executive Studios" di Napoli
- Bob Fix e Gigi De Rienzo – ingegneri delle registrazioni
- Mixaggi effettuati al "Executive Studios", Napoli (brani: "Sciaccò", "Hiwinnet", "Anema nera" e "Tambòo")
- Gigi De Rienzo – ingegnere del mixaggio (brani: "Sciaccò", "Hiwinnet", "Anema nera" e "Tambòo")
- Mixaggi effettuati al "Splash Recording Studio", Napoli
- Gian Paolo Bresciani – ingegnere del mixaggio (brano "Love Supreme")
- Gigi De Rienzo con l'assistenza di Massimo Aluzzi – ingegneri del mixaggio (brano: "Rosa Maria", "Alhambra" e "Dolce malinconia")
- Fabio Donato – foto copertina album
- "Studio Convertino" – copertina album
- Ennio Antonangeli, Paolo La Zazzera, Rino Frustaci – foto interno copertina album[1]